# Ардатовский район (Нижегородская область)
Арда́товский райо́н — административно-территориальное образование (район) в Нижегородской области России. В рамках организации местного самоуправления ему соответствует Ардатовский муниципальный округ (с 2004 до 2022 года — муниципальный район).
Административный центр — рабочий посёлок Ардатов.

## География
Ардатовский район расположен на юго-западе Нижегородской области. На западе район граничит с городскими округами Навашинским, Кулебаки, Выкса, на юге с Вознесенским районом и Дивеевским муниципальным округом, на востоке с Арзамасским районом, на севере — с Сосновским районом. Районный центр — посёлок городского типа Ардатов. Расположен на реке Лемети, в 160 км от Нижнего Новгорода. Ближайшая железнодорожная станция Мухтолово — 30 км.
Площадь района — 1887,63 км².
Территория района занимает выгодное транспортно-географическое положение на железнодорожной магистрали Москва — Казань, пересекающей район с запада на восток, автодорогах федерального и областного значения. Все центры сельских поселений связаны с районным центром дорогами с твёрдым покрытием, развиты средства связи.

### Климат
Общий характер климата — умеренно континентальный. По агроклиматическому районированию территория Ардатовского района относится к четвёртому агроклиматическому району — умерено тепловому, влажному. Гидротермический коэффициент равен 1,2 %.

## История
Археологические находки на территории Ардатовского края говорят о том, что с VI—VII века край населяли мордовские племена, в основном эрзя, в меньшей степени мокша и небольшие группы волжских булгар. Местами их оседлого жительства были поймы рек Тёши, Лемети, Иржи. С X—XII веков в этих местах появляются славянские переселенцы. На эти богатые лесом, рыбой и зверем места с востока претендовали булгары, а с севера и запада — русские князья. Ардатовские земли видели поход Святослава на усмирение Волжской Булгарии, монголо-татарские полчища, проходившие в 1237 году на Русь, поход Ивана IV Грозного на Казань в 1552 году. Через территорию района проходила Царская сакма — государственная посольская дорога из Москвы в Золотую Орду и Астраханское ханство. Название Ардатов связано с легендой о проводнике войск Ивана Грозного Ардатке.
После похода 1552 года мордовские земли были отданы царём в поместное владение русским князьям, боярам, татарским и мордовским мурзам и служивым людям, в основном свияжским жителям. (Свияжск — русская крепость под Казанью).
В 1779 году в ходе административной реформы Екатерины II образован Ардатовский уезд, состоящий из 40 волостей. По количеству населения он занимал четвёртое место, а по площади — третье место в Нижегородской губернии.
В 1923 году уезд был ликвидирован, в 1929 году создан Ардатовский район. Ардатов утратил значение города и стал селом — районным центром. Первые колхозы организовались в 1928 году. Всего за 1928—1935 годы было создано 90 колхозов.
15 ноября 1957 года к Ардатовскому району был присоединён Мухтоловский район.

## Население
| 1939    | 1959    | 1970    | 1979    | 1989    | 2002    | 2003    | 2008    | 2009    |
| ------- | ------- | ------- | ------- | ------- | ------- | ------- | ------- | ------- |
| 61 467  | ↘47 916 | ↘40 934 | ↘35 606 | ↘32 361 | ↘30 346 | ↗31 000 | ↘28 237 | ↘27 724 |
| 2010    | 2011    | 2012    | 2013    | 2014    | 2015    | 2016    | 2017    | 2018    |
| ↘26 428 | ↘26 287 | ↘25 579 | ↘25 008 | ↘24 479 | ↘23 850 | ↘23 682 | ↘23 553 | ↘23 166 |
| 2019    | 2020    | 2021    |         |         |         |         |         |         |
| ↘22 869 | ↘22 522 | ↗22 835 |         |         |         |         |         |         |

Гендерный состав
В общей численности населения удельный вес женщин 55,2 %. Таким образом, в расчёте на 1000 мужчин приходится 1228 женщин. Подобная диспропорция обусловлена тем, что продолжительность жизни мужчин меньше, чем женщин. Ухудшение показателей воспроизводства негативно отражается не только на численности, но и на возрастной структуре.

### Национальный состав
Район заселён в основном русскоязычным населением.

### Урбанизация
Городское население (рабочие посёлки Ардатов и Мухтолово) составляет  61,58 % от всего населения района.

## Административно-муниципальное устройство
В Ардатовский район, в рамках административно-территориального устройства области, входят 8 административно-территориальных образований, в том числе 2 рабочих посёлка и 6 сельсоветов.
| № | Административно- территориальное (муниципальное) образование | Административный центр    | Количество населённых пунктов | Население (чел.) | Площадь (км²) |
| - | ------------------------------------------------------------ | ------------------------- | ----------------------------- | ---------------- | ------------- |
| 1 | Рабочий посёлок Ардатов                                      | рабочий посёлок Ардатов   | 22                            | ↗10 831          | 570,37        |
| 2 | Рабочий посёлок Мухтолово                                    | рабочий посёлок Мухтолово | 4                             | ↘4429            | 604,31        |
| 3 | Кужендеевский сельсовет                                      | село Кужендеево           | 3                             | ↘828             | 45,70         |
| 4 | Личадеевский сельсовет                                       | село Личадеево            | 9                             | ↘1195            | 115,73        |
| 5 | Михеевский сельсовет                                         | село Михеевка             | 4                             | ↗587             | 69,49         |
| 6 | Саконский сельсовет                                          | село Саконы               | 7                             | ↘2169            | 102,31        |
| 7 | Стексовский сельсовет                                        | село Стексово             | 16                            | ↗1832            | 236,37        |
| 8 | Хрипуновский сельсовет                                       | село Хрипуново            | 10                            | ↗964             | 143,35        |

Первоначально на территории Ардатовского района к 2004 году выделялись 2 рабочих посёлка и 12 сельсоветов. В рамках организации местного самоуправления в 2004—2009 гг. в существовавший в этот период Ардатовский муниципальный район входили соответственно 14 муниципальных образований, в том числе:
- 2 городских поселения — рабочие посёлки Ардатов и Мухтолово;
- 12 сельских поселений — Журелейский, Михеевский, Каркалейский, Надежинский, Котовский, Саконский, Кругловский, Стексовский, Кужендеевский, Хрипуновский, Личадеевский, Чуварлей-Майданский сельсоветы.

В 2009 году был упразднён Кругловский сельсовет (включён в Стексовский сельсовет). В 2011 году был упразднён Котовский сельсовет, переподчинённый рабочему посёлку (включён в городское поселение рабочий посёлок Ардатов). В 2012 году были упразднены Журелейский и Каркалейский сельсоветы (включены в Чуварлей-Майданский сельсовет), Надежинский сельсовет (включён в Хрипуновский сельсовет). В 2017 году был упразднён Чуварлей-Майданский сельсовет, переподчинённый рабочему посёлку (включён в городское поселение рабочий посёлок Ардатов).
Законом от 4 мая 2022 года Ардатовский муниципальный район и все входившие в его состав поселения были упразднены и объединены в Ардатовский муниципальный округ.

## Населённые пункты
В Ардатовском районе 75 населённых пунктов, в том числе два городских населённых пункта — город и посёлок городского типа (рабочий посёлок) — и 73 сельских населённых пункта.
| №  | Населённый пункт | Тип             | Население | Административно- территориальное (муниципальное) образование |
| -- | ---------------- | --------------- | --------- | ------------------------------------------------------------ |
| 1  | Ардатов          | рабочий посёлок | ↗9768     | рабочий посёлок Ардатов                                      |
| 2  | Мухтолово        | рабочий посёлок | ↘4293     | рабочий посёлок Мухтолово                                    |
| 3  | Автодеево        | село            | ↘119      | Михеевский сельсовет                                         |
| 4  | Александровка    | село            | ↘17       | Чуварлей-Майданский сельсовет                                |
| 5  | Атемасово        | село            | ↘283      | Хрипуновский сельсовет                                       |
| 6  | Беляево          | деревня         | ↘198      | Кужендеевский сельсовет                                      |
| 7  | Березовка        | село            | ↘42       | Чуварлей-Майданский сельсовет                                |
| 8  | Венец            | посёлок         | ↘174      | рабочий посёлок Мухтолово                                    |
| 9  | Виноградовка     | посёлок         | ↗11       | Стексовский сельсовет                                        |
| 10 | Вишневая         | деревня         | ↘36       | Михеевский сельсовет                                         |
| 11 | Выползово        | село            | ↘53       | Личадеевский сельсовет                                       |
| 12 | Высоково         | деревня         | ↘156      | Кужендеевский сельсовет                                      |
| 13 | Гари             | село            | ↘51       | Чуварлей-Майданский сельсовет                                |
| 14 | Голяткино        | село            | ↘381      | Личадеевский сельсовет                                       |
| 15 | Докукино         | деревня         | ↘166      | Личадеевский сельсовет                                       |
| 16 | Дубовка          | село            | ↗82       | Чуварлей-Майданский сельсовет                                |
| 17 | Журелейка        | село            | ↘302      | Чуварлей-Майданский сельсовет                                |
| 18 | Заречное         | село            | ↘36       | Стексовский сельсовет                                        |
| 19 | Идеал            | посёлок         | ↘189      | Стексовский сельсовет                                        |
| 20 | Измайловка       | село            | ↘87       | рабочий посёлок Ардатов                                      |
| 21 | Кавлей           | деревня         | ↘18       | Чуварлей-Майданский сельсовет                                |
| 22 | Канерга          | село            | ↗184      | Михеевский сельсовет                                         |
| 23 | Каркалей         | деревня         | ↘128      | Чуварлей-Майданский сельсовет                                |
| 24 | Кармалейка       | село            | ↘37       | Чуварлей-Майданский сельсовет                                |
| 25 | Кологреево       | село            | ↘82       | Стексовский сельсовет                                        |
| 26 | Котовка          | село            | ↘478      | рабочий посёлок Ардатов                                      |
| 27 | Красная Речка    | посёлок         | →2        | Личадеевский сельсовет                                       |
| 28 | Круглово         | село            | ↘421      | Стексовский сельсовет                                        |
| 29 | Кудлей           | село            | ↘14       | Чуварлей-Майданский сельсовет                                |
| 30 | Кужендеево       | село            | ↗652      | Кужендеевский сельсовет                                      |
| 31 | Кузгородь        | деревня         | ↘54       | Стексовский сельсовет                                        |
| 32 | Кузятово         | село            | ↘319      | Стексовский сельсовет                                        |
| 33 | Левашово         | село            | ↘16       | Личадеевский сельсовет                                       |
| 34 | Леметь           | село            | ↘236      | рабочий посёлок Ардатов                                      |
| 35 | Липелей          | деревня         | ↘159      | Стексовский сельсовет                                        |
| 36 | Липовка          | село            | ↘328      | Личадеевский сельсовет                                       |
| 37 | Личадеево        | село            | ↘648      | Личадеевский сельсовет                                       |
| 38 | Малиновка        | деревня         | ↘0        | Хрипуновский сельсовет                                       |
| 39 | Малые Паны       | деревня         | ↘0        | Хрипуновский сельсовет                                       |
| 40 | Мечасово         | село            | ↘21       | Личадеевский сельсовет                                       |
| 41 | Михеевка         | село            | ↘349      | Михеевский сельсовет                                         |
| 42 | Миякуши          | деревня         | ↘0        | Саконский сельсовет                                          |
| 43 | Мостовка         | деревня         | ↘1        | Хрипуновский сельсовет                                       |
| 44 | Мыза             | посёлок         | ↘16       | Хрипуновский сельсовет                                       |
| 45 | Надёжино         | село            | ↘363      | Хрипуновский сельсовет                                       |
| 46 | Новая Лазаревка  | деревня         | ↘66       | Личадеевский сельсовет                                       |
| 47 | Новолей          | деревня         | ↘7        | рабочий посёлок Ардатов                                      |
| 48 | Нуча             | село            | ↘28       | Стексовский сельсовет                                        |
| 49 | Нучарово         | село            | ↘3        | Саконский сельсовет                                          |
| 50 | Обход            | деревня         | ↘49       | рабочий посёлок Ардатов                                      |
| 51 | Пашутино         | село            | ↘72       | Стексовский сельсовет                                        |
| 52 | Первинка         | посёлок         | ↘28       | Стексовский сельсовет                                        |
| 53 | Писарево         | село            | ↘66       | Стексовский сельсовет                                        |
| 54 | Поляна           | село            | ↘331      | рабочий посёлок Ардатов                                      |
| 55 | Помелиха         | деревня         | →0        | рабочий посёлок Мухтолово                                    |
| 56 | Размазлей        | село            | ↘521      | Саконский сельсовет                                          |
| 57 | Ризадеево        | село            | ↘98       | Стексовский сельсовет                                        |
| 58 | Саконы           | посёлок         | ↘84       | рабочий посёлок Мухтолово                                    |
| 59 | Саконы           | село            | ↗1277     | Саконский сельсовет                                          |
| 60 | Сиязьма          | село            | ↘17       | Чуварлей-Майданский сельсовет                                |
| 61 | Сосновка         | село            | ↘0        | рабочий посёлок Ардатов                                      |
| 62 | Сосновка         | село            | ↘22       | Стексовский сельсовет                                        |
| 63 | Стексово         | село            | ↘614      | Стексовский сельсовет                                        |
| 64 | Туркуши          | село            | ↘618      | Саконский сельсовет                                          |
| 65 | Туртапки         | деревня         | ↘136      | Саконский сельсовет                                          |
| 66 | Ужовка           | деревня         | ↘0        | рабочий посёлок Ардатов                                      |
| 67 | Урвань           | деревня         | ↘19       | рабочий посёлок Ардатов                                      |
| 68 | Хохлово          | село            | ↘8        | Хрипуновский сельсовет                                       |
| 69 | Хрипуново        | село            | ↘448      | Хрипуновский сельсовет                                       |
| 70 | Четвертово       | деревня         | ↘7        | Хрипуновский сельсовет                                       |
| 71 | Чуварлейка       | село            | ↘41       | рабочий посёлок Ардатов                                      |
| 72 | Чуварлей-Майдан  | село            | ↘222      | Чуварлей-Майданский сельсовет                                |
| 73 | Шпага            | деревня         | ↗62       | Саконский сельсовет                                          |
| 74 | Щёточное         | деревня         | ↘98       | Стексовский сельсовет                                        |
| 75 | Юсупово          | село            | ↘6        | Хрипуновский сельсовет                                       |

## Экономика
Промышленность
Промышленность района представлена 6 работающими предприятиями с численностью трудящихся 2130 человек, что составляет 16 % от общего количества занятых в экономике района. Ведущей отраслью в промышленном комплексе является лёгкая промышленность (ПК «Мухтоловская спецодежда»), на её долю приходится 75 % объёма выпускаемой продукции и 54 % численности работающих в промышленном производстве района. Промышленный комплекс района дополняют отрасли, работающие на местной сырьевой базе, такие как ОАО «Мухтоловский леспромхоз» и Мухтоловский химлесхоз, ОАО «Молочный завод», ОАО «Сапфир», типография.
Сельское хозяйство
На территории района сельским хозяйством занимаются 18 сельскохозяйственных предприятий, которые специализируются на производстве мяса и молока. Всего в сельскохозяйственном производстве занято 2210 человек, что составляет 20,4 % от общего числа занятых в экономике района.
Перечень сельскохозяйственных предприятий
| Предприятие                            | Виды сельскохозяйственной продукции   |
| -------------------------------------- | ------------------------------------- |
| ООО «Ардатовское молоко»               | Молочная продукция                    |
| СПК «Атемасово»                        | Мясо-молочная продукция, зерноводство |
| СПК «Надёжино»                         |                                       |
| Колхоз «Кужендеевский»                 |                                       |
| Сельскохозяйственная фирма «Хрипуново» |                                       |
| СПК «Михеевка»                         | Зерноводство                          |
| СПК «Голяткинский»                     | Мясо-молочная продукция, зерноводство |
| СПК «Личадеево»                        |                                       |
| СПК «Стексовский»                      |                                       |
| Отделение «Кругловское»                |                                       |
| СПК «Журелейский»                      |                                       |
| СПК им. «Самарина»                     |                                       |
| СПК «Каркалейский»                     |                                       |
| ОАО «Чув-Майданский»                   |                                       |
| СПК «Ардатовский»                      |                                       |
| Аграрный техникум                      |                                       |
| СПК «Кузятовский»                      | Мясо-молочная продукция, зерноводство |

## Транспорт
Железнодорожный транспорт
По территории района проходит двухпутная электрифицированная железнодорожная линия Москва — Муром — Арзамас — Казань. Имеются 2 железнодорожные станции: Мухтолово и разъезд Венец.
По ветке Москва — Казань через станцию Мухтолово проходит большое количество поездов. Отсюда возможно уехать в Москву и Казань как на электричке так и на пассажирском поезде.
Но, поток поездов одновременно является проблемой для жителей поселка. Полотно железной дороги делит рабочий посёлок Мухтолово на 2 приблизительно равные части — как река. Для автомобилистов, пожилых людей, животных и детей это является опасной преградой. Единственной «переправой» через железную дорогу служит переезд, который большую часть времени закрыт. Поэтому для того, чтобы попасть на автомобиле из одной части поселка в другую может потребоваться несколько часов. Поскольку полотно железной дороги не имеет ограждений, имеют место частые несчастные случаи.
Автомобильный транспорт
Протяжённость автомобильных дорог общего пользования с твёрдым покрытием на конец 2002 года — 287 км. Все центры сельских поселений связаны с районным автобусным сообщением. Протяжённость внутриобластных автобусных линий междугороднего сообщения 1377 км.
Специализированное предприятие по грузовым и пассажирским перевозкам в районе — Мухтоловское пассажирское автотранспортное предприятие ПО «Нижегородпассажиравтотранс». Его парк насчитывает 11 единиц грузового транспорта и 40 единиц пассажирского транспорта (ПАЗ-3205, Газели, КамАЗы).

## Ресурсы
Земельные ресурсы
Территория района расположена на Приволжской возвышенностью. Основной формой является пахотоволнистая равнина. Почвы в районе, в основном, представлены серыми лесными с переходом от темно-серых на севере к светло-серым на юге района. Наиболее распространёнными породами серых лесных почв являются суглинки, песчаные и супесчаные отложения.
Минеральные ресурсы
В районе открыто 2 месторождения строительных материалов — детально разведанное Ардатовское месторождение суглинков и предварительно разведанное Леметское месторождение доломитов. Зафиксировано 4 месторождения глинистого сырья — Котовское, Кузятовское, Левашовское, Мечасовское; 2 месторождения карбонатных пород — Ардатовское и Стексовское. В районе также обнаружены месторождение торфа и отложения сапропеля.
Водные ресурсы
Территория района характеризуется относительно развитой гидрографической сетью, представленной бассейном реки Тёши. Все реки относятся к равнинному типу. По территории района, кроме Тёши, протекают реки Леметь, Иржа, Ломовь, Канерга, Сиязьма, Чара.
В районе имеются озера карстового происхождения:
- oзеро Большое — площадью 45,6 га расположено на водоразделе рек Серёжи и Тёши. Длина озера 1380 метров, наибольшая ширина — 550 м, глубина — 21,6 м.
- oзеро Комсомольское — 18,4 га. Вытянуто в направлении с северо-запада на юго-восток. Его длина 230 метров, ширина 60—80 метров. Берега заняты высоковозрастными сосновыми борами.
- oзеро Нуксенское — 25 га, расположено на водоразделе рек Серёжи и Тёши. В прошлом озеро составляло единое целое с озером Большим. В настоящее время их разделяет болото Пустынное. Наибольшая длина 1120 метров, ширина 250 метров. Глубина в среднем 4 метра. Вода мягкая, желтоватого оттенка.
- oзеро Чарское — площадь 31,2 га, вытянуто в направлении с запада на восток. Длина озера 1300 м, максимальная ширина 450 м. Глубина озера до 16 метров. Озеро проточное, через него протекает река Чара.

Болота:
- болото Пустынное — занимает 2242 га, расположено в истоке реки Шилокша, берущей начало в юго-восточной части. Болото в основном переходного типа, встречаются небольшие верховые участки.
- болото Светлое — площадь 84 га. Представляет собой типичное переходное болото. На его территории распространено переходная осоково-офагновая топь.
- болото по реке сырой Изряк— площадь 211,6 га. Болото тянется вдоль русла реки узкой полосой шириной от 100 до 300 м, расширяясь ниже устья реки Веложи до 700—800 м.

Лесные ресурсы
Территория района расположена в зоне смешанных лесов. Площадь под лесами занимает 89 000 га или 47 % всей территории района. Причём северная часть наиболее лесистая. Общий запас древесины составляет 13 620 тыс. м³, в том числе хвойных пород — 6 976 500 м³. Запас спелых пород — 1 655 300 м³. Расчётная лесосека по главному пользованию определена в размере 90 600 м³, в том числе по хвойному хозяйству — 18 400 м³. Ежегодный размер пользования от всех видов рубок леса равен 38 300 м³.
Особо охраняемые природные территории
На территории Ардатовского района находятся 17 памятников природы и особо охраняемых природных территорий общей площадью 1582 га.
- Эрзянское священное урочище Моляна у деревни Кавлей. — памятник представляет собой участок леса, прилегающего к пойменному лучу реки Канерги с юго-западной стороны, и круглую поляну диаметром 80 метров с валуном посередине. На поляне произрастает ятрышник шлемоносный, занесённый в Красную книгу. По местным преданиям, камень и поляна были местом языческих поклонений мордвы силам природы, местом проведения языческих праздников с середины июня до конца августа, связанных с урожаем, земледелием и охотой. Камень популярен у жителей Ардатовского, Вознесенского и Дивеевского районов и служит местом, к которому до сих пор совершаются паломничества.
- Балахонихинская пещера занимает площадь 0,9 га. Представляет собой старый заброшенный гипсовый карьер, который расположен в Тёше—Серёжинском карстовом подрайоне, на южном склоне водораздела рек Серёжи и Тёши, в районе бывшего посёлка Гипсового. Полость пещеры представляет собой горизонтальный карстовый канал. Общая протяжённость доступной части пещеры около 70 м. Температура воздуха в пещере всегда постоянна, даже летом не поднимается выше +2…+3 градусов. Пещера служит местом летнего обитания и зимовки летучих мышей. Летом в ней обитают ушаны, усатые и водяные ночницы, на зимовке — усатые ночницы и ночница Наттерера (редкий вид Нижегородской области).
- Парк у посёлка Мызы (15 га) — регулярный парк декоративно-плодового типа начала XIX века из числа старинных усадебных парков. Он представляет собой прямоугольник, обрамлённый с запада и востока аллеями огромных старинных лип.
- Парк-сад с. Четвертова занимает площадь 9 га. Это старинный усадебный парк—сад декоративно-плодового типа. Он создан в начале XIX века в имении помещика, подворного советника Н. С. Замятина. Сад располагается на террасе, имеющей поклон на юг. Прилагающая к нему территория была приспособлена под преды. В центре размещался фруктовый сад, а по периферии он был обсажен четырёхрядной полосой из кустарников и деревьев.
- Парк Ардатова — старый парк и новые посадки имеют общую площадь 2,5 га. Парк имеет важное градостроительное, эстетическое и природоохранное значение.

Кроме памятников природы и особо охраняемых природных территорий на территории Ардатовского района находятся два государственных комплексных природных заказника общей площадью 15,5 тыс.га.
- Мухтоловский государственный комплексный природный заказник. Площадь заказника 9,4 тыс. га. Заказник находится на землях Мухтоловского лесхоза / Венецкое и Саконское лесничества/. Заказник служит местом обитания редкого в Нижегородской области вида животных — серого журавля, а также местом произрастания занесённого в Красную книгу вида грибов — рогатика пестикового, редких в правобережной части Нижегородской области растений — ивы черниковидной, цинны широколиственной. Болота, расположенные на территории заказника, являются клюквенными. Заказник — место обитания охотничье—промысловых животных: лося, кабана, лисицы, зайцев, ондатры, тетерева, глухаря, рябчика, уток и др. Режим заказника направлен на поддержание и восстановление экологического равновесия.
- Личадеевский государственный природный комплексный заказник находится на землях Мухтоловского лесхоза (Личадеевское лесничество) и занимает площадь 6100 га. На территории заказника представлены типичные для области биоценозы: сосновые боры, елово-сосновые леса, пойменные дубравы, черноольшанники, верховые, низинные и переходные болота, луга. Болота, расположенные на территории заказника, являются клюквенными. Заказник — место обитания охотничье—промысловых животных: лося, кабана, лисицы, зайца, ондатры, тетерева, глухаря, рябчика, уток и др.

## Культура и образование
Учреждения образования
Система образования района включает в себя 20 дошкольных учреждений, 17 начальных школ, 11 основных школ, 13 средних школ.
Также действуют:
- Центр дополнительного образования детей, насчитывающий 45 объединений и свыше 650 занимающихся детей;
- Детский оздоровительно-образовательный лагерь на 180 мест в пгт. Мухтолове;
- Профессиональное училище № 104, в котором учится свыше 300 человек, получающих специальности тракториста-машиниста широкого профиля, механика, повара, швеи;
- Аграрный колледж с очно-заочной формами обучения. Количество заочников — 404, очников — 711. Специальности: «Агрономия», «Зоотехния», «Организация крестьянского (фермерского) хозяйства», «Экономика, бухгалтерский учёт и контроль», «Правоведение»;
- На базе Ардатовского аграрного колледжа открылось представительство Российского государственного аграрного заочного университета (Балашиха), на агрономическом, зооинженерном, экономическом факультетах которого обучаются 240 человек.
- Также открыт филиал Нижегородского института менеджмента и бизнеса по специальностям «Экономика», «Юриспруденция» заочно обучаются 212 человек.
- В музыкальной школе р.п. Мухтолова и в школе — искусств в р.п. Ардатов, дети обучаются по классу фортепьяно, баяна, гитары, домры.

Культура
В районе работают 36 клубных учреждений (РДК, 19 сельских домов культуры, 15 сельских клубов, передвижное клубное учреждение), 25 массовых библиотек, районный историко-краеведческий музей, детская школа искусств и детская музыкальная школа, два кинотеатра. На базе домов культуры действуют 13 киноустановок. В РДК занимаются 3 народных коллектива: духовой оркестр, народный театр, вокально-инструментальный ансамбль «Снова вместе».
В клубных учреждениях действуют 159 формирований самодеятельного народного творчества. Среди них, 10 хоровых, 115 фольклорных, 21 театральный коллективов.
Книжный фонд централизованной библиотечной системы является стабильным и составляет 309 995 экземпляров книг.
В детской школе искусств и музыкальной школе обучается 260 детей на музыкальном (по классам баяна, домры, гитары, фортепиано), художественном, хоровом и общеэстетическом отделениях.
В районе зарегистрировано 9 действующих соборов и церквей.
Спорт
В Ардатовском районе функционирует 63 спортивных сооружений, из них стадион и 16 спортивных залов.

## Лечебные учреждения
Система здравоохранения Ардатовского района включает в себя 2 больницы на 243 коек, 2 амбулатории, 6 медицинских пунктов в образовательных учреждениях, 25 фельдшерско-акушерских пунктов. Количество врачей всех специальностей — 44, среднего медицинского персонала — 262 человека.

## Полезные сайты
- Ардатовский район на сайте Правительства Нижегородской области
- Официальный сайт администрации Ардатовского муниципального района Нижегородской области
- Список памятников культурного наследия Ардатовского района в Викигиде